# ایکینجی قره‌لی
ایکینجی قره‌لی (به لاتین: İkinci Qaralı) یک منطقه مسکونی در جمهوری آذربایجان است که در شهرستان نفت‌چاله واقع شده است.